# Rendição do Japão

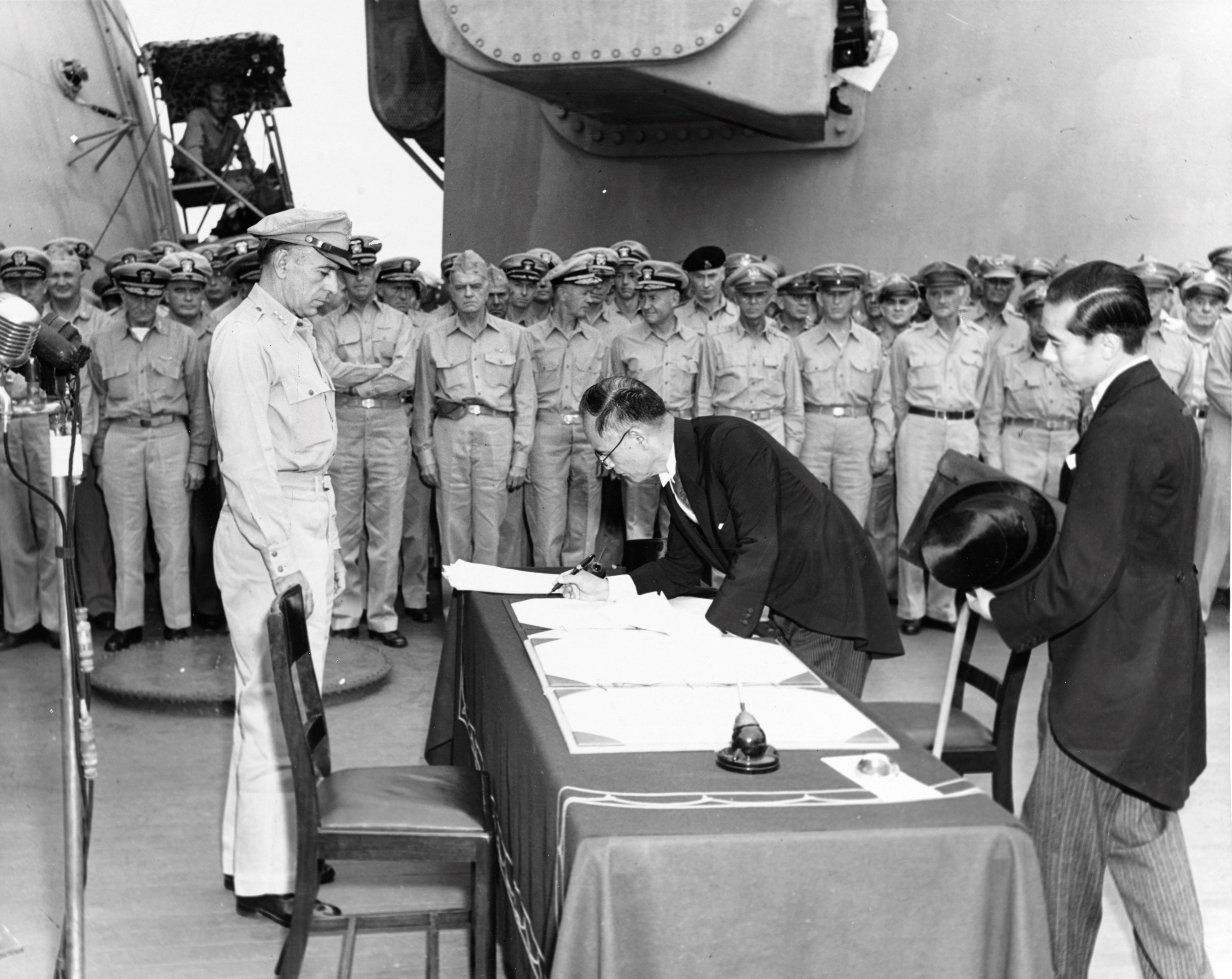
Ministro das Relações Exteriores do Japão Mamoru Shigemitsu assina a Ata de rendição do Japão no USS Missouri sendo visto por Richard K. Sutherland.

A rendição do Japão significou o fim da Segunda Guerra Mundial. Em agosto de 1945, a Marinha Imperial Japonesa estava  sem recursos e a invasão aliada no país (Operação Downfall) era iminente. Enquanto diziam para a população que o povo deveria lutar até o final, os líderes do Conselho de Guerra do Japão tentaram estabelecer negociações bilaterais para uma rendição com a União Soviética, tentando fazer com que o governo de Josef Stalin fosse responsável por mediar a paz com os demais aliados da Segunda Guerra Mundial. Entretanto, os soviéticos romperam o Pacto de Neutralidade Nipo-Soviético em 5 de abril de 1945. Em julho romperam relações diplomáticas com o Japão e continuaram a preparação para invadir o Japão no prazo, conforme os planos conjuntos dos aliados estabelecidos com Winston Churchill e Franklin Delano Roosevelt na Conferência de Ialta.
Nos dias 6 e 9 de agosto, os Estados Unidos lançaram ataques nucleares em Hiroshima e Nagasaki, respectivamente. Em 8 de agosto, a União Soviética declarou Guerra ao Japão e iniciou a invasão da Manchúria (chamada de Manchukuo pelos japoneses), derrotando rapidamente o Exército Imperial japonês que ocupava a Manchúria e a Coreia.
Após os ataques nucleares e a derrota do exército Imperial na Ásia continental, o Imperador Hirohito ordenou ao Conselho de Guerra que tentasse negociar uma paz minimamente honrosa com os Aliados. Em meio às derrotas militares, ocorreu uma tentativa de golpe de Estado fracassada. O imperador Hirohito acabou aceitando a rendição do Japão. Embora os aliados tivessem concordado em só negociar a paz em conjunto, os soviéticos resistiram mais a aceitar as condições de paz muito favoráveis aos EUA, pois seus exércitos avançavam rapidamente sobre a China ocupada pelo Japão (vide: Operação Tempestade de Agosto). O avanço soviético na China e norte da Coreia, assim como a avanço americano no sul da Coreia só foram interrompidos no primeiro dia de setembro. Na Coreia, o avanço soviético foi interrompido no paralelo 38, quando as tropas estado-unidenses desembarcaram em Incheon.
Em 28 de agosto, começou formalmente a ocupação do Japão pelo Comandante Supremo das Forças Aliadas. A cerimônia oficial de rendição aconteceu no dia 2 de setembro, quando oficiais do Japão representando o Imperador assinaram a ata de rendição do Japão ao general americano Richard K. Sutherland, a bordo do USS Missouri. Desde então, a população dos países aliados comemoram o Dia V-J.

## Consequências da rendição japonesa
A rendição japonesa encerrou a II Guerra Mundial, deixou consequências para o Japão e para os países da região. Existem muitas controvérsias a respeito das negociações que levaram à rendição japonesa, pois os Estados Unidos chegaram a declarar que esta era uma "rendição incondicional". Entretanto a rendição japonesa foi diferente da rendição alemã (dia da Vitória na Europa), esta última uma rendição realmente "incondicional". No caso do Japão, parte do governo japonês, incluindo o Imperador, foi mantida no poder, e apenas uma parcela desta elite foi condenada por causar a guerra. As negociações de paz resultaram em uma ocupação bem diferente da ocorrida na Alemanha, que foi ocupada pela União Soviética e Estados Unidos. O Japão foi ocupado apenas pelas tropas dos Estados Unidos, enquanto os soviéticos permaneceram apenas nos territórios que haviam ocupado, como o norte da China, e por mais tempo, na porção norte da Coreia. A divisão da Coreia seria intensificada em seguida, levando à divisão definitiva do país, que dura até hoje.
O Japão ocupado por tropas americanas, foi desmilitarizado na sequência da guerra. Embora tenha sido impedido de possuir forças ofensivas, parte das suas forças armadas foram mantidas sob comando dos EUA, que as utilizara para manter o controle sobre a Coreia do Sul e Taiwan. Parte destas forças chegou a participar da Guerra da Coreia (1950-1953), sob comando americano.
Na China e na porção norte da Coreia, regiões ocupadas pela URSS, cresceu muito o apoio aos comunistas, ao ponto de estas regiões aderirem ao socialismo antes do fim da década de 1940. Com a vitória dos comunistas na Revolução chinesa, em 1949, a ilha de Taiwan, que havia sido transformada em território colonial durante a ocupação japonesa, foi mantido como um país capitalista graças ao apoio dos EUA, em confluência com os interesses japoneses.
As ilhas Sakhalinas e as ilhas Curilas foram definitivamente anexadas pela União Soviética, e hoje pertencem à Rússia.